# Фоллен, Август
Август Фоллен (впоследствии Адольф Людвиг Фоллен; 21 января 1794, Гисен — 26 декабря 1855, Берн) — германский и затем швейцарский поэт, писатель, издатель, либерал.

## Биография
Среднее образование получил в Гисене, с 1811 по 1816 год изучал в местном университете филологию, протестантское богословие и право. В 1814 году добровольцем отправился на фронт Освободительной войны против Франции. После возвращения с войны находился под влиянием идей Реставрации Бурбонов, за что был отчислен из Гисенского университета, в котором первоначально продолжил учёбу, и в 1816 году перешёл в Гейдельбергский университет. В 1817 году редактировал в Эльберфельде «Allgemeine Zeitung». Будучи обвинён в действиях демагогического характера (за «немецкую деятельность» по причине опубликования им радикальных сочинений), провёл 1819—1821 годы в тюремном заключении в Берлине, но был выпущен по состоянию здоровья. Вскоре был вновь заочно осуждён за измену на десять лет, но к тому времени уже бежал в Швейцарию, где прожил до конца жизни.
В Швейцарии он женился на богатой наследнице, с 1824 года жил в Цюрихе как частное лицо; его дом здесь стал местом встреч многих германских политических эмигрантов, в этот же период Фоллен активно занимался написанием стихов и издательской деятельностью, участвовал в литературной полемике, преподавал в кантональной школе в Арау, в 1847—1854 годах владел замком Либенфельс в Тургау, в котором после поражения революции 1848 года предлагал убежище политэмигрантам, затем переехал в Берн, где прожил до конца жизни. Пытался заняться разведением шелкопрядов, но неудачно. Умер в доме одной из своих дочерей в бедности.

## Творчество
Писал как романтические баллады, так и политические стихи. Ему принадлежат:
- несколько демократических песен (например, «Vaterlandsöhne, traute Genossen») в сборнике «Freie Stimmen frischer Jugend» (Йена, 1819),
- роман «Malegys und Vivian» (1829),
- отрывок из метрической обработки романтической поэмы «Tristan und Isolde»,
- романтическая поэма «Tristans Eltern» (Гиссен, 1857).

Против Арнольда Руге Фоллен выступил в шести остроумных сонетах (Гейдельберг, 1845; 2-е издание — увеличенное, 1846): «An die Gottlosen Nichts-Wüteriche, fliegendes Blatt von einem Verschollenen».